# Discover Football
Discover Football ist ein internationales Frauen-Fußball-Kultur-Festival, das seit 2010 jährlich in Berlin stattfindet. Das Projekt erhielt den Gustav-Heinemann-Bürgerpreis des Jahres 2011.

## Zielsetzung und Turnier
Das Festival ist ein Projekt des Vereins Fußball und Begegnung e.V., das es sich zum Ziel gesetzt hat, sowohl den Frauenfußball zu fördern als auch sich international für Frauenrechte einzusetzen. Das Festival 2011 gehörte zum offiziellen Begleitprogramm der Frauenfußball-Weltmeisterschaft 2011 und fand vom 27. Juni bis zum 3. Juli 2011 im Willy-Kressmann-Stadion in Berlin-Kreuzberg statt. An der Eröffnungsfeier im Stadion nahmen die Halbschwester von Barack Obama Auma Obama, der damalige DFB-Präsident Theo Zwanziger und die Staatsministerin Cornelia Pieper teil.
Für das Festival im Jahr 2011 waren acht Teams am Start, von denen sieben aus dem Ausland nach Berlin kamen. Die Teams stammten aus
Togo, Ruanda, den palästinensischen Gebieten in Israel und Jordanien, Kamerun, Indien, Brasilien und Frankreich. Alle Spielerinnen stammten aus Gruppen, die sich in ihren Heimatländern in sozialen Projekten engagieren, teilweise für Frauen- und Jugendrechte, teilweise für AIDS-Waisen oder für Bewohner von Armenvierteln (Slums, Favelas).
Im Jahr 2013 sollte das libysche Frauenfußball-Nationalteam teilnehmen. Der libysche Fußballverband sagte die Teilnahme aber ab, nachdem sich ein bekannter Fernsehprediger dagegen aussprach, und gab als Grund den Termin im Fastenmonat Ramadan an. Das Team muss wegen islamistischer Morddrohungen sein Training an geheimen Orten und unter Bewachung durchführen. Weil  Anhängerinnen und Gegnerinnen Gaddafis im Team sind, gilt es als beispielhaft für die Versöhnung der libyschen Bürgerkriegsparteien.
Das Festival wird vom Deutschen Fußball-Bund, dem Auswärtigen Amt und dem Bundesinnenministerium unterstützt. Schirmherr des Festivals im Jahr 2011 war der deutsche Bundespräsident Christian Wulff.

## Untergetauchte Spielerinnen
Am 6. Juli 2011 gab der Veranstalter des Festivals bekannt, dass zwölf Teilnehmerinnen aus Kamerun und zwei aus Togo nicht wieder ausgereist seien, sondern offenbar in Berlin untergetaucht sind, was Ermittlungen der Polizei wegen „illegalen Aufenthalts“ zur Folge hatte.

## Auszeichnungen
- Gustav-Heinemann-Bürgerpreis des Jahres 2011
- Clara-Zetkin-Frauenpreis 2011
- Engagementpreis 2012[5]
- Julius-Hirsch-Preis 2017